# Derevenskij detektiv
Derevenskij detektiv (russisk: Деревенский детектив) er en sovjetisk spillefilm fra 1969 af Ivan Lukinskij.

## Medvirkende
- Mikhail Sjarov som Fjodor Aniskin
- Tatjana Pelttser som Glafira Aniskina
- Natalja Sajko som Zina Aniskina
- Lidija Smirnova som Jevdokia Mironovna Pronina
- Roman Tkatjuk som Gennadij Pozdnjakov
- Anatolij Kubatskij